# Arévalo de la Sierra
Arévalo de la Sierra – gmina w Hiszpanii, w prowincji Soria, w Kastylii i León, o powierzchni 40,08 km². W 2011 roku gmina liczyła 89 mieszkańców.